# Seven Sisters
Seven Sisters er et område i Haringey i Nordlondon. Det regnes med til Tottenham, og ligger i østenden af Seven Sisters Road.
Navnet kommer fra syv elmetræer som stod i en cirkel på Page Green i Tottenham, og som fik tilnavnet Seven Sisters («Syv søstre»). I 1840 blev de dateret til at være omkring 500 år gamle. De blev flyttet lidt østover i 1886 af syv søstre ved navn Hibbert. 31. december 1955 plantede syv søstre ved navn Basten syv poppeltrær. En teori hævder at de syv oprindelige træer var en hellig lund, og at navnet Page Green kommer fra pagan, «hedensk». Det siges også at man i middelalderen brændte mennesker på stedet hvor træerne stod.
51°34′56″N 00°04′25″V / 51.58222°N 0.07361°V